# Attheyella derelicta
Attheyella derelicta är en kräftdjursart som först beskrevs av Alessandro Brian 1927.  Attheyella derelicta ingår i släktet Attheyella och familjen Canthocamptidae. Inga underarter finns listade i Catalogue of Life.